# Пириєній-де-Сус
Пириєній-де-Сус (рум. Pârâienii de Sus) — село у повіті Вилча в Румунії. Входить до складу комуни Лівезь.
Село розташоване на відстані 185 км на захід від Бухареста, 53 км на південний захід від Римніку-Вилчі, 55 км на північ від Крайови.

## Населення
За даними перепису населення 2002 року у селі проживали 363 особи, усі — румуни. Усі жителі села рідною мовою назвали румунську.